# MTConnect
MTConnect è uno standard industriale del settore della produzione nato per facilitare il recupero organizzato delle informazioni di processo da dispositivi con macchine CNC.
L'iniziativa nacque da delle conferenze tenute da David Edstrom di Sun Microsystems e David Patterson, professore di informatica all'Università della California - Berkeley all'incontro annuale del 2006 dell'associazione della tecnologia manifatturiera (AMT)

## Descrizione
Lo standard MTConnect è diviso in tre sezioni. La prima fornisce informazioni sul protocollo e la struttura dei documenti XML con schemi XML.
La seconda sezione specifica i componenti della macchina e la descrizione dei dati disponibili.
La terza e ultima sezione specifica l'organizzazione del flusso di dati che può essere fornito da un dispositivo.
L'istituto MTConnect sta considerando di aggiungere una quarta sezione per supportare anche dispositivi mobili